# Servières-le-Château
Servières-le-Château é uma comuna francesa na região administrativa da Nova Aquitânia, no departamento de Corrèze. Estende-se por uma área de 24,24 km². Em 2010 a comuna tinha 619 habitantes (densidade: 25,5 hab./km²).